# Maglev v Šanghaji
Maglev v Šanghaji (také Transrapid) je vysokorychlostní pozemní dráha spojující stanici na mezinárodním letišti Šanghaj Pchu-tung s vnitřní aglomerací Šanghaje (stanice Třída Lung-jang).
Technologii vozidel vznášejících se díky odpudivým účinkům magnetického pole dodala německá firma Siemens. Zkušební provoz 30 km dlouhé dvoukolejné dráhy byl zahájen 31. prosince 2002. Během jednoleté zkušební doby se podle zpráv v čínském tisku vyskytly technické problémy (požár kabelu a koroze dílů), ty však nebyly oficiálně potvrzeny. Pravidelný provoz byl zahájen počátkem roku 2004; Maglev Šanghaj se tak stal nejrychlejším traťovým vozidlem na světě podle jízdního řádu. Další rekord překonal 12. listopadu 2003 kdy dosáhl rychlosti 501 km/h, nejvyšší ze všech komerčně provozovaných drah.

## Provoz
Souprava ujede vzdálenost 30 km asi za 8 minut tedy průměrnou rychlostí přes 220 km/h. Po 3 a půl minutách od rozjezdu urazí asi 12,5 km a dosáhne cestovní rychlosti 430 km/h. Tuto rychlost udržuje po dobu 50 sekund a poté začne zpomalovat, opět na úseku dlouhém 12,5 km.
| Denní doba                  | 06:45–08:45 | 09:00–10:45 | 11:00–12:45 | 13:00–16:45 | 17:00–21:40 |
| Jízdní doba (min:sek)       | 8:10        | 7:20        | 8:10        | 7:20        | 8:10        |
| Maximální dosažená rychlost | 301 km/h    | 431 km/h    | 301 km/h    | 431 km/h    | 301 km/h    |
| Průměrná rychlost           | 224 km/h    | 251 km/h    | 224 km/h    | 251 km/h    | 224 km/h    |
| Interval                    | 15 minut    | 15 minut    | 15 minut    | 15 minut    | 20 minut    |